# Mawiyah (huyện)
Huyện Mawiyah là một huyện thuộc tỉnh Ta`izz, Yemen. Đến thời điểm năm 2003, huyện này có dân số 129765 người